# کلامسی، نیور
کلامسی، نیور (به فرانسوی: Clamecy) یک کمون در فرانسه است که در canton of Clamecy واقع شده‌است.

## خصوصیات
کلامسی ۳۰٫۲۶ کیلومترمربع مساحت و ۴٬۸۰۶ نفر جمعیت دارد و ۱۶۰ متر بالاتر از سطح دریا واقع شده‌است.

## خواهرخوانده
شهر گلن‌هاوزن در آلمان خواهرخواندهٔ کلامسی، نیور است.